# برند فرارلبرگ
برند فرارلبرگ (به آلمانی: Brand) یک منطقهٔ مسکونی در اتریش است که در ناحیه بلودنتس واقع شده‌است. برند فرارلبرگ ۴۰٫۱۹ کیلومتر مربع مساحت دارد ۱٬۰۱۰ متر بالاتر از سطح دریا واقع شده‌است.